# マリア・ホセファ・デ・イトゥルビデ
マリア・ホセファ（ヨーゼファ）・ソフィア・デ・イトゥルビデ（María Josepha Sophia de Iturbide, 1872年2月29日 - 1949年11月）は、オーストリア＝ハンガリー（二重帝国）の貴族女性。1925年から1949年まで旧メキシコ帝室の家長と見なされたが、政治活動には一切関与しなかった。彼女は2度結婚して2人の娘がいた。

## 生涯
メキシコ第一帝政の皇帝アグスティン・デ・イトゥルビデの孫、及び第二帝政のマクシミリアン帝の養子という立場にあったイトゥルビデ公サルバドール・デ・イトゥルビデ・イ・マルサンと、そのハンガリー人の妻ギーゼラ・ミコシュ・デ・タロードハーザ男爵令嬢の間の長女として生まれた。
1908年3月12日ビストリツァで、ヨハン・ネポムク・トゥンクル・フォン・アッシュブルン・ウント・ホーエンシュタット男爵（1872年 - 1915年）と最初の結婚をする。夫は二重帝国軍の陸軍大尉であり、第一次世界大戦中にブコヴィナのオヌート（Onuth）で戦死した。トゥンクルとの間に2人の娘をもうけた。
- マリア・アンナ・トゥンクル＝イトゥルビデ（1909年 - 1962年） - メキシコ帝室家長、未婚
- マリア・ギーゼラ・トゥンクル＝イトゥルビデ（1912年 - 1981年） - メキシコ帝室家長、1940年グスタフ・フォン・ゲッツェン伯爵と結婚、1959年オッターヴィオ・デッラ・ポルタと再婚
  - マクシミリアン・フォン・ゲッツェン＝イトゥルビデ（1944年 - ） - メキシコ帝室家長

1923年4月14日ビストリツァで、フランス人シャルル・ド・カリエール（1875年 - 1949年）と再婚。1925年、従叔父のアグスティン・デ・イトゥルビデ・イ・グリーンの死に伴いメキシコ帝室家長を継承したと見なされたが、敬虔なカトリック信徒だった彼女は政治活動からできる限り距離を置こうとした。
第一次大戦後にルーマニア領となっていたトランシルヴァニア地方に長く住んでいたマリア・ホセファは、第二次世界大戦後に成立したルーマニアの共産党政権から「階級敵」と見なされ、1948年76歳の高齢にもかかわらず夫とともに強制収容所に移送された。そして夫妻は1949年11月にデヴァの強制収容所に移送された直後、不可解な状況下で死亡した。

## 引用・脚注
1. ↑  The Royal Ark:MEXICO/The Iturbide Dynasty
2. ↑  Women in Power 1900-1940